# تشانغ بينغ (سياسي)
تشانغ بينغ هو سياسي صيني، ولد في 1946 في Xiao County ‏ في الصين. نشط حزبياً في الحزب الشيوعي الصيني. وقد انتخب عضو مجلس الشعب الصيني ‏ خلال فترته النيابية ‏ وانتخب نائب رئيس اللجنة الدائمة للمجلس الوطني لنواب الشعب ‏ (14 مارس 2013 – ).